# Kisszentpéter
Kisszentpéter (románul: Sânpetru Mic, németül: Kleinsanktpeter vagy Totina, szerbül: Тотина) falu Romániában, a Bánságban, Temes megyében.

## Fekvése
Aradtól 32 km-re délnyugatra, Temesvártól 35 km-re északnyugatra fekszik.

## Nevének eredete
Nevének előtagja Németszentpéterhez viszonyítja. Érdekesség, hogy a 16. században még a későbbi Németszentpétert hívták így. Szerb neve, amelyet a német is átvett, egy tőle északra fekvő, Tóti nevű középkori faluról ragadt rá (1232: Zoth, 1333–1335: Toti).

## Története

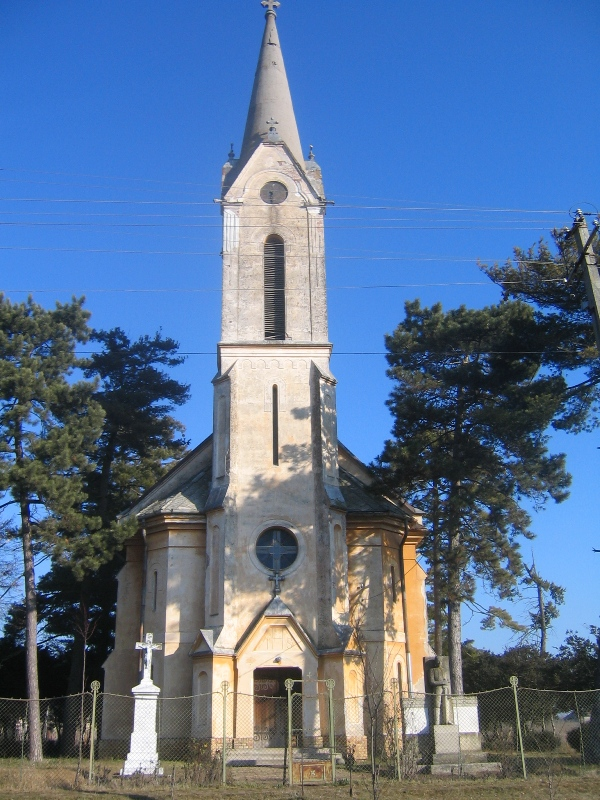
A római katolikus templom

A középkori Tóti falu helyén feküdt. 1554-ben Totin. 1723-ban a Tottin néven följegyzett szórt településen 14 házban szerbek laktak. (Tótit már 1582-ben szerbek lakták, akkor a 14 tóti családnak 2184 juha volt.)
1843-ban a Kamara telepítette 5-600 németszentpéteri és perjámosi sváb telepes bérlővel, akik földjükön kötelesek voltak dohányt termeszteni. Római katolikus egyházközsége 1862-ig Varjas filiája volt, akkor vált önálló plébániává. Lakói 1863 után váltak az általuk művelt földek tulajdonosává. 1920 és 1927 között bécsi munkásgyerekek töltötték a nyarakat a faluban. 1948-ban 336 román telepest költöztettek a faluba. A svábok tömeges kivándorlása 1976-ban kezdődött, helyükre az 1980-as években románok és magyarok érkeztek. (Utóbbiak Gyergyóból, főként Ditróról.)

## Népessége
- 1900-ban 751 lakosából 738 fő volt német és 9 magyar anyanyelvű; 743 római katolikus és 8 ortodox vallású.
- 2002-ben 540 lakosából 372 fő volt román, 165 magyar és 3 német nemzetiségű; 349 ortodox, 156 római katolikus és 23 pünkösdi vallású.

## Híres emberek
- Itt született 1887-ben Kálmán Oszkár operaénekes.

## Lásd még
- Németszentpéter

## Külső hivatkozások
- A kisszentpéteri svábok honlapja (németül)
- A római katolikus templom orgonájának dokumentációja (németül)